# Natzwiller
Natzwiller – miejscowość i gmina we Francji, w regionie Grand Est, w departamencie Dolny Ren.
Według danych na rok 1990 gminę zamieszkiwały 634 osoby, 87 os./km².
W pobliżu tej wioski, w latach 1941-1944 istniał niemiecki, nazistowski obóz koncentracyjny Natzweiler-Struthof.